# Conjunto histórico de Málaga
El conjunto histórico de Málaga es un Bien de Interés Cultural. Su delimitación se ajusta al área urbana de Málaga en la que concurren valores históricos, edificatorios, monumentales, artísticos, etnológicos, ambientales y paisajísticos.

## Evolución histórica
Pocas ciudades en el mundo presentan una superposición tan amplia de huellas del paso de civilizaciones a lo largo de los siglos, tanto de Oriente como de Occidente, en tan reducido espacio urbano como Málaga. Restos fenicios, púnicos, romanos, árabes, etcétera, convierten esta zona de la ciudad en un auténtico palimpsesto histórico en el que conviven monumentos como el Teatro Romano, la Alcazaba, la Catedral, la Aduana, la Judería y un rico patrimonio arqueológico soterrado.
El asentamiento de las diferentes etnias culturales sobre el territorio se ha configurado a partir de dos accidentes geográficos que se presentan como constantes: el monte de Gibralfaro y el río Guadalmedina, elementos que abrigan el puerto de Málaga. Teniendo en cuenta esos dos elementos, el tejido urbano delimitado es un compendio de la evolución histórica de la ciudad, siendo sus edificios más representativos los hitos arquitectónicos y urbanísticos que mejor la caracterizan
y singularizan. 

### Edad Antigua
Las excavaciones de los últimos diez años en el Centro Histórico de Málaga han permitido documentar mejor el conocimiento del legado cultural de pueblos como los fenicios, romanos, bizantinos y musulmanes. Los fenicios han dejado una huella indeleble en el territorio malacitano, especialmente de industrias pesqueras destinadas a la producción de la púrpura y salazón. De la «Malaka» fenicia, asentamiento eminentemente comercial, encontramos restos de su recinto murado en los sótanos del actual edificio del Rectorado de la Universidad de Málaga, en el paseo del Parque y en la calle Císter.
La romanización de Málaga se produjo a partir del 197 a. C. No obstante, su desarrollo se consolidó durante el Imperio, y ya en el siglo I pasó de ser ciudad federada de Roma a municipio de derecho latino, lo que quedó plasmado en la «Lex Flavia Malacitana» hallada, en parte en 1851, en El Ejido. Además de los testimonios epigráficos, la «Malaca» romana se ha manifestado en notables hallazgos arqueológicos. La zona más importante de lo que fue la Málaga romana se sitúa por encima del puerto al pie de la colina de la Alcazaba donde se encontraban un templo, un arco de triunfo y un teatro, cuyos restos aún se conservan, recuperándose este último para la ciudad como espacio expositivo y escénico. Por toda la ciudad se reparten testimonios arqueológicos de lo que fue el asentamiento en época romana. Los mosaicos localizados en el contexto de una villae con sus piletas de salazones en la sede del Museo Carmen Thyssen, las piletas situadas en la calle San Agustín, ya de época romana tardía, así como las que se han conservado en el sótano del actual Museo Picasso Málaga, son algunos de los ejemplos de estos hallazgos.

### Edad Media
Con la debilidad del Imperio Romano de Occidente se produce la penetración pirenaica del pueblo bárbaro, abriéndose así un largo período visigodo en la península ibérica y, por tanto, en Málaga. Las disputas entabladas entre los mismos visigodos en el siglo V trajeron a una franja desde Tarifa a Levante y el archipiélago balear el dominio bizantino y Málaga fue una de sus plazas fuertes. La línea bizantina comprende las calles de Molina Lario, Postigo de los Abades y la subida a la Alcazaba.
El interés de la plaza provocó intervenciones de los visigodos siendo el rey Sisebuto, en las campañas contra los bizantinos del 614 y 615, quien reconquistó Málaga para el reino visigodo. 
La invasión de España por los musulmanes en el 711 supuso la conquista del estado visigodo. La «Mālaqa» musulmana se ciñe a un trazado urbano bien preciso, englobando su cerca las calles Carretería y Álamos, estableciéndose los límites de la ciudad intramuros respecto de la zona de extramuros. Toda la muralla estaba recorrida por puertas que conducían al centro de la medina. Por su especial relevancia hay que destacar la puerta de Granada, la de Buenaventura y la de Antequera,
algunos de cuyos restos se han localizado e integrado. Se han conservado interesantes muestras arqueológicas, así como partes del vial de ese período en las calles Beatas, Victoria, 0llerías y Granada, y bienes inmuebles como la Alcazaba, el Álzacar de Gibralfaro, el antiguo alminar de la Iglesia de Santiago y la puerta del mercado de Atarazanas.

### Edad Moderna
A partir de 1487, con la conquista de la ciudad de Málaga por los Reyes Católicos, se produjo un cambio paulatino y efectivo en las estructuras económicas, sociales y religiosas. La llegada de las órdenes religiosas se produjo sobre todo en dos etapas; una posterior a la conquista castellana, en donde jugaron un papel fundamental en la nueva configuración urbanística, con la construcción de inmuebles como el Hospital de San Lázaro (1491), el de Santa Ana y los conventos de San Luis el Real (1489), el de Trinitarios Descalzos de 1491 y el de los Mínimos de la Victoria en 1493; y otra etapa en el siglo XVI con la fundación de los conventos de Santa Clara (1505) junto a la Catedral y el de San Bernardo (1543), el de religiosas de la Paz (1518), el Colegio de la Compañía de Jesús (1571), el de los Agustinos (1578), el de los conventos de las Carmelitas Descalzas (1585) y el de las religiosas de Jesús María (1597). Así, y sobre la ciudad islámica, a lo largo del siglo XVI se irá consolidando la transformación en ciudad cristiana, un tipo de ciudad conventual, cuyas enormes parcelas comprendían el ámbito de la clausura, pero también las huertas de las que se abastecían. Ya mediados de este siglo Málaga daba signos de su transformación, al abrirse un vial rectilíneo, la calle Nueva, gracias al Corregidor Garcí-Fernández Manrique, y las barreras iban desapareciendo.
Muchos de estos conventos y hospitales desaparecieron durante el siglo XIX, parcelándose sus huertas o derribándose sus maltrechas construcciones, dando paso a un nuevo panorama urbanístico, en donde el nuevo factor predominante fue la arquitectura burguesa, en la que brillaron los nombres de los artífices que hicieron posible dicho cambio, como Gerónimo Cuervo y Joaquín Rucoba, entre otros. Las desamortizaciones dieron lugar a una serie de espacios renovados, como la plaza de San Francisco, la calle Méndez Núñez o la calle Alcazabilla. 
La Catedral de la Encarnación y el Palacio Episcopal son dos de las edificaciones emblemáticas de Málaga durante la Edad Moderna. La Catedral comenzó a construirse a finales del siglo XV, pero fue en los primeros años del XVI cuando sus obras progresaron a buen ritmo, una centuria marcada por la presencia de importantes arquitectos procedentes de Córdoba, Jaén y Granada.

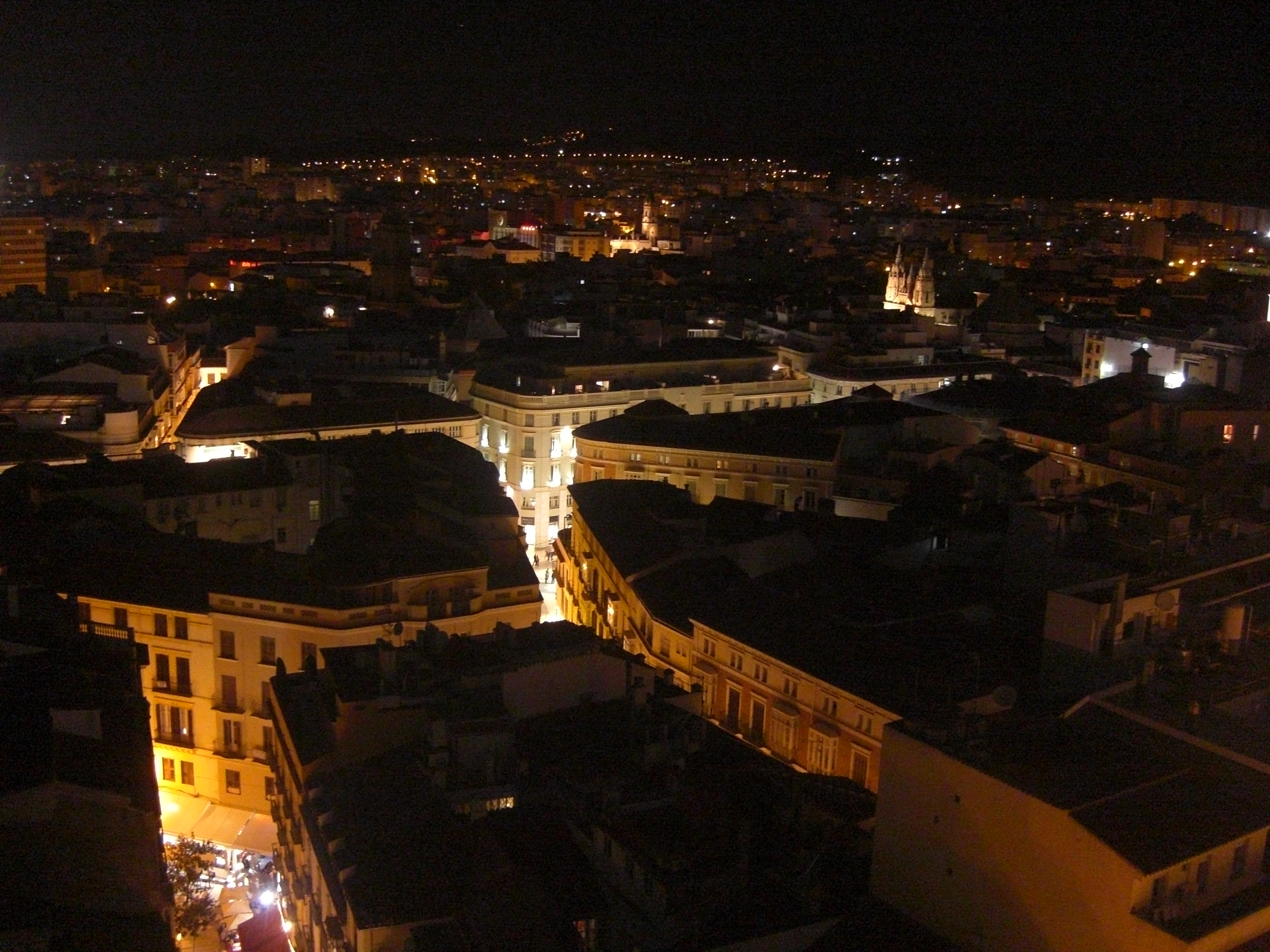
Visión nocturna de los tejados

Uno de los viales más importantes del Centro Histórico es la calle Granada, antigua calle Real, que comunica el interior administrativo, comercial y religioso de Málaga. Su trazado sinuoso se debe a las torrenteras formadas por los cerros del Calvario y Gibralfaro. Su arquitectura es un buen testimonio de la evolución de la ciudad, en donde pueden encontrarse interesantes ejemplos de la arquitectura de la Edad Moderna, cuya tipología remite a la casa patio, de baja más dos y hasta tres plantas. En los últimos diez años se han recuperado numerosos edificios de este período y se ha integrado su característica ornamentación a base de pintura mural con la técnica del «secco», que comprendía repertorios geométricos coloristas, pero también otros, sobre todo a partir de la primera mitad del siglo XVIII, en donde predominaba el lenguaje arquitectónico con gamas cromáticas más reducidas. Estas actuaciones han permitido sacar a la luz un legado cultural hasta entonces poco valorado, aunque en la actualidad ese patrimonio se ha configurado como una de las imágenes más interesantes de la ciudad. Pero también la ciudad decimonónica ha dejado su impronta en este sector urbano, en donde es constante la presencia de la arquitectura burguesa con sus característicos cierros y balcones de cerrajería de hierro fundido.
La historia e imagen de la actual Plaza de la Constitución ha ido evolucionando a la par que las instituciones que la ocuparon. Estuvo en ella el Ayuntamiento o Casa Capitular, también la Cárcel y la Casa del Corregidor ocuparon diversos espacios en la Plaza. Las fiestas, los acontecimientos políticos y de otra índole, la han ido caracterizando. Ha conservado la primitiva fuente de los Genoveses o de los Cisnes, del siglo XVI, con añadidos del XVII. Se sitúan en un lateral de la misma
la antigua iglesia de los Jesuitas de finales del siglo XVI y a su lado el Montepío de Socorro a los Cosecheros del Obispado de Málaga de 1782, que es la sede de la Sociedad Económica de Amigos del País desde 1790. Este edificio es una de las mejores muestras de la arquitectura civil del siglo XVIII. El interior posee un magnífico patio con una no menos espectacular escalera.
El mar y especialmente el puerto han jugado un papel importante en esta ciudad. En 1585 el rey Felipe II mandó construir un nuevo dique en la zona de levante, según proyecto del ingeniero italiano Fabio Bursoto. En la primera mitad del siglo XVII se suspendieron las obras y, a comienzos de la siguiente centuria, se retomaron bajo la nueva dinastía de los Borbones, con Felipe V y con proyecto del flamenco Bartolomé Thurus. Le sucedieron otros ingenieros como Verbom o Martín Zermeño, quien había detectado la falta de calado en el puerto por los continuos aluviones de tierra procedentes del río. Hasta los años 80 del siglo XVIII no se puso fin a los problemas del puerto, gracias al nuevo proyecto de Sánchez Bort durante el reinado de Carlos III. Las obras realizadas en el siglo XIX fueron determinantes en la fisonomía actual de los muelles del puerto, debido a las ampliaciones de los ingenieros Yagüe, Prieto y Valcarce.

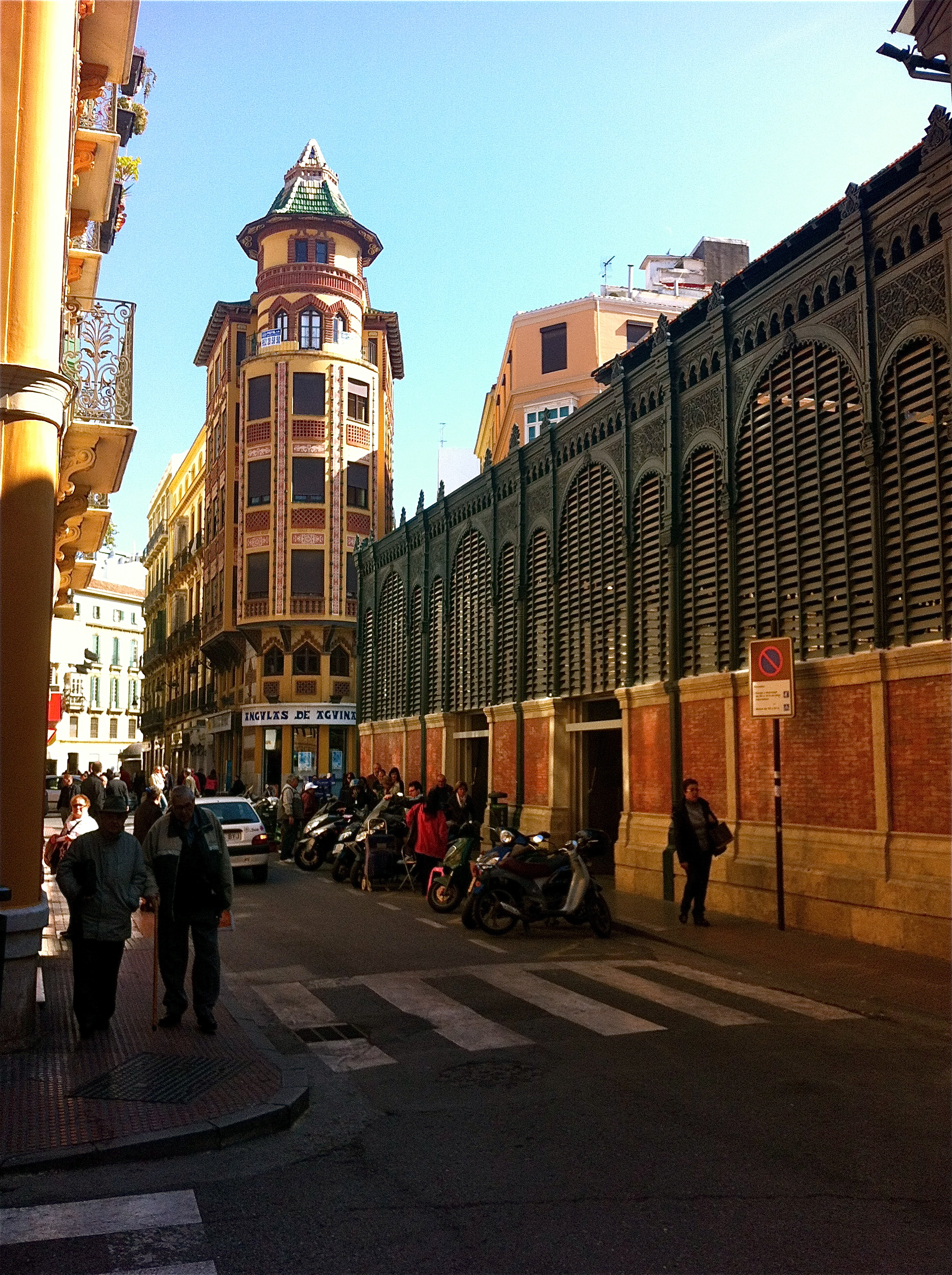
Trasera del Mercado de Atarazanas.

En el último tercio del siglo XVII, el gobernador Fernando Carrillo Muriel, conde de Villafiel, desarrolló en tres años una interesante y activa política urbanística de higiene pública y policía urbana en la ciudad. Reparó el camino de Vélez, canalizó el agua de uno de los arroyos de Gibralfaro, reedificó las zonas del muelle, restauró el torreón del Obispo y reedificó las murallas en la zona próxima al puerto, entre otras actuaciones. El germen del nacimiento de la Alameda se encuentra en el traslado de la vieja aduana a su nuevo emplazamiento, debido a la acumulación de tierra y a lo impracticable de la zona para el comercio marítimo. Este nuevo espacio ganado al mar se embelleció con una alameda o paseo, influenciada por la de Madrid. Con el paso del tiempo y sobre todo durante el siglo XIX fue uno de los escenarios de poder y representación de la oligarquía burguesa, como puede apreciarse en los numerosos ejemplos arquitectónicos que han quedado a un lado y a otro del paseo. Son edificios de los siglos XVIII al XX, que muestran una interesante imagen hacia la Alameda, destacando entre ellos la Iglesia de Stella Maris, obra de los años 60 del siglo XX del arquitecto José María García de Paredes.

### sigloXVIII
El siglo XVIII fue especialmente fructífero para la ciudad, especialmente a partir de la década de los 5O. Uno de los obispos más recordado fue don José de Molina Lario, quien realizó importantes aportaciones económicas con la construcción del Camino de Antequera y el Acueducto de San Telmo que abasteció de aguas a la ciudad. Otro empuje a la economía y crecimiento de Málaga fue el Decreto de 1765 y la Real Pragmática de 1778 que concedía el libre comercio con América.
En este siglo se produjo otro tipo de fundaciones, como son las asistenciales, capillas, oratorios y obras de carácter devocional y piadosas, contándose entre ellas: el Colegio de Niñas Huérfanas (1704), el convento de las Dominicas de la Divina Providencia (1720), el asilo de Jesús Nazareno (1731), el Oratorio de San Felipe Neri (1739), la institución docente Niños de la Providencia y Escuela General de Pobres (1746), entre otras. Estas fundaciones se sitúan fuera de la cerca musulmana. En este siglo XVIII se produjo un crecimiento de los barrios tradicionales, y en algunos todavía se localizan tipologías de arquitectura de especial relevancia, como las que se encuentran en calle Hinestrosa y calle Parras, entre otras calles. Por lo citado anteriormente, se incluyen en la delimitación los arrabales al norte de la medina musulmana demarcada por las calles Carretería y Álamos.
De este período emblemático para la ciudad hay que destacar las obras de la Catedral de la Encarnación, cuyos trabajos fueron concluyéndose a lo largo de esta centuria, siendo el arquitecto Antonio Ramos quien la finalizó, uniendo la fábrica vieja con la nueva. Los grabados de la época y los del XIX subrayaron la importancia de este hito arquitectónico y urbanístico. Al mismo tiempo fue configurándose la actual Plaza del Obispo, así como la construcción del Palacio Episcopal que
se abre a dicha plaza, bajo el episcopado de José Franquis Lasso de Castilla, encargando la dirección también a Antonio Ramos.
De este período son también las siguientes reformas: las de la Iglesia del Sagrario, que se demolió y reconstruyó a principios del siglo XVIII, conservándose e integrándose la primitiva portada gótica, las de la Iglesia de San Juan Bautista, que amplió su espacio de capillas y se edificó su espléndida torre pórtico, única en la ciudad, las de la Iglesia de Santiago Apóstol a la que se remozó su interior, capillas y fachada, y las de los Santos Mártires San Ciriaco y Santa Paula, que puede calificarse como la más exquisita de las actuaciones del setecientos, añadiendo a la cabecera un cuerpo trebolado y transformando su interior en el más bello ejemplo de arte rococó de Málaga.

### sigloXIX

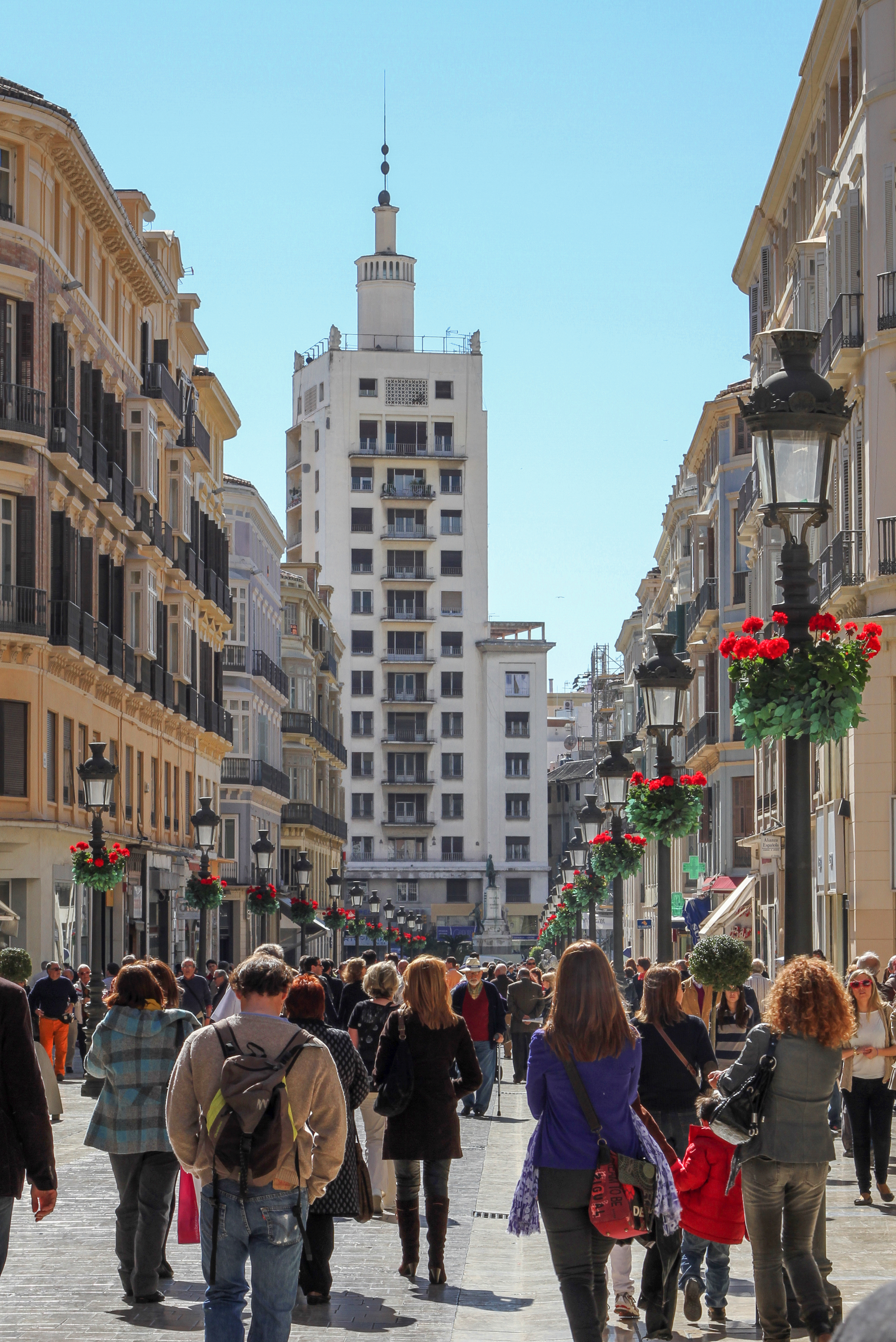
Calle Marqués de Larios de Málaga, notorio ejemplo de planificación urbanística del.

El siglo XIX trajo consigo importantes hechos que cambiaron drásticamente la fisonomía de la ciudad, destacando el proceso desamortizador y la reforma interior del centro histórico. Por un lado, se ponía fin a la ciudad del Antiguo Régimen; y por otro lado, comenzaba el desarrollo de una ciudad que buscaba conciliar los principios de utilidad e higiene con los de accesibilidad y comodidad. La vivienda de la Edad Moderna y las grandes construcciones conventuales fueron transformándose y dieron paso a edificios cuyas tipologías fueron el reflejo de la pujante burguesía. Instituciones culturales como el Antiguo Conservatorio de Música María Cristina, el Teatro Cervantes y la Plaza de Toros, entre otros, ejemplifican los nuevos signos de la modernidad decimonónica. Las profundas reformas que ha vivido esta ciudad han originado una tipología
bastante singular, la de los pasajes, de los que se conservan el Pasaje de Heredia y el de Álvarez o Chinitas, ambos símbolos de la Málaga burguesa decimonónica.
Probablemente una de las imágenes que mejor definen el paso al urbanismo y a la arquitectura moderna en Málaga fue la construcción de la calle Marqués de Larios, que significó la desarticulación de la trama urbanística medieval y de la Edad Moderna. La realización de este emblemático trazado puso fin a las aspiraciones de la ciudad de conectar la Plaza y el Puerto, pero también fue la obra de reforma interior más importante que se realizó en esa centuria.
A nivel tipológico y de imagen esta zona se caracteriza por sus edificios con solución de esquina en curva, su uniformidad en altura, sus cierros-miradores acristalados, así como por el elegante trabajo de la cerrajería de fundición con interesantes ejemplos de factura impecable. Hacia el este, el crecimiento de la ciudad se encuentra ligado a la clase burguesa. El Paseo del Parque, cuyos orígenes se remontan a la Real Orden de 10 de julio de 1897, es el pulmón verde por excelencia de la ciudad. Aunque sus obras se prolongaron por espacio de más de treinta años, el resultado fue un drástico cambio en la ciudad. Todo el recinto está ornamentado con esculturas y fuentes ligadas a personajes de la historia de la ciudad. Pero además, este nuevo espacio ganado al mar sirvió para configurar las tres últimas manzanas de la haza baja con edificios emblemáticos para la ciudad entre los que se encuentran: el antiguo inmueble neomudéjar
de Correos, hoy sede del Rectorado de la Universidad de Málaga, obra de 1916 del arquitecto Teodoro Anasagasti; el edificio neoclásico del Banco de España, diseñado por el arquitecto José Yarnoz entre 1933 y 1936, y el Ayuntamiento de Málaga, obra de los arquitectos malagueños Fernando Guerrero Strachan y Manuel Rivera Vera, resuelto en estilos neorrenacimiento y neobarroco.
Más allá del Paseo del Parque, en los terrenos aledaños al camino de Vélez-Málaga, se construyeron numerosos inmuebles en el siglo XIX, cuyo repertorio arquitectónico y ornamental es uno de los más representativos de la ciudad, como las viviendas de Félix Sáez, el Palacio Miramar, el Palacio de la Tinta, el edificio «Desfile del Amor», la Plaza de Toros, el Hospital Noble o el Cementerio Inglés.
Basándose en este análisis de los modelos urbanísticos, históricos, arquitectónicos y sociales que definen las particularidades de la ciudad se define esta delimitación que pretende proteger áreas más allá de la población medieval intramuros.